# Michael Carver Trout
Michael Carver Trout (* 30. September 1810 in Hickory, Mercer County, Pennsylvania; † 25. Juni 1873 ebenda) war ein US-amerikanischer Politiker. Zwischen 1853 und 1855 vertrat er den Bundesstaat Pennsylvania im US-Repräsentantenhaus.

## Werdegang
Michael Trout genoss eine nur eingeschränkte Schulausbildung und war danach drei Jahre als Hutmacher tätig. Danach arbeitete er als Schreiner und Vertragshandwerker. 20 Jahre lang war er Präsident des Schulausschusses seiner Heimatgemeinde Hickory. Im Jahr 1841 war er Ortsvorsteher (Burgess) in Sharon. Von 1842 bis 1845 war er als Recorder bei der Bezirksverwaltung des Mercer County angestellt. Zwischen 1846 und 1851 bekleidete er dort das Amt des Prothonotary.
Politisch war Trout Mitglied der Demokratischen Partei. Bei den Kongresswahlen des Jahres 1852 wurde er im 23. Wahlbezirk von Pennsylvania in das US-Repräsentantenhaus in Washington, D.C. gewählt, wo er am 4. März 1853 die Nachfolge von Carlton Brandaga Curtis antrat. Da er im Jahr 1854 nicht bestätigt wurde, konnte er bis zum 3. März 1855 nur eine Legislaturperiode im Kongress absolvieren. Diese waren von den Ereignissen im Vorfeld des Bürgerkrieges geprägt.
Nach dem Ende seiner Zeit im US-Repräsentantenhaus engagierte sich Michael Trout in der Eisenindustrie, im Bankgewerbe und im Kohlebergbau. Er starb am 25. Juni 1873 in seinem Heimatort Hickory.